# کریس وارن جونیور
کریس وارن جونیور (انگلیسی: Chris Warren Jr.؛ زادهٔ ۱۵ ژانویهٔ ۱۹۹۰) یک هنرپیشه اهل ایالات متحده آمریکا است.
از فیلم‌ها یا برنامه‌های تلویزیونی که وی در آن نقش داشته است می‌توان به دبیرستان موزیکال ۳: سال آخر، آلوین و سنجاب‌ها ۲، تفنگ آمریکایی و مردان افتخار اشاره کرد.